# Weymouth (Massachusetts)
Weymouth és una població dels Estats Units a l'estat de Massachusetts. Segons el cens del 2007 tenia 53.272 habitants.

## Fills il·lustres
- Don S. Liuzzi, músic percussionista.
- Abigail Adams (1744 - 1918) política

## Demografia
Segons el cens del 2000, Weymouth tenia 53.988 habitants, 22.028 habitatges, i 13.921 famílies. La densitat de població era de 1.225,4 habitants/km².
Dels 22.028 habitatges en un 27,3% hi vivien nens de menys de 18 anys, en un 48,6% hi vivien parelles casades, en un 11,1% dones solteres, i en un 36,8% no eren unitats familiars. En el 30,6% dels habitatges hi vivien persones soles l'11,1% de les quals corresponia a persones de 65 anys o més que vivien soles. El nombre mitjà de persones vivint en cada habitatge era de 2,42 i el nombre mitjà de persones que vivien en cada família era de 3,08.
Per edats la població es repartia de la següent manera: un 22% tenia menys de 18 anys, un 6,6% entre 18 i 24, un 32,7% entre 25 i 44, un 23,4% de 45 a 60 i un 15,4% 65 anys o més.
L'edat mediana era de 38 anys. Per cada 100 dones de 18 o més anys hi havia 86,3 homes.
La renda mediana per habitatge era de 51.665 $ i la renda mediana per família de 64.083$. Els homes tenien una renda mediana de 42.497 $ mentre que les dones 35.963$. La renda per capita de la població era de 24.976$. Entorn del 4,1% de les famílies i el 5,8% de la població estaven per davall del llindar de pobresa.